# 藤原健
藤原 健（ふじわら たけし、男性、1964年7月24日 -）は、愛媛県越智郡大三島町（現・今治市）出身の空手家・柔道家・グレコローマンレスラー・キックボクサー・格闘家。
芦原会館創始者・初代館長の芦原英幸は師匠である。
更にはサウンドエンジニア・プロデューサー・プロドライバーである。

## 来歴・人物
1969年（昭和44年）初頭より喧嘩十段と云われた天才空手家、芦原英幸より極真空手を学ぶ。
小学生の時第一回全世界空手道選手権大会を応援観戦為上京した際、極真会館大山倍達館長より
「極真空手はねぇ、総合武道だよー、空手向上の為にキックボクシング・柔道・レスリング何でもやりなさい。
そして、空手で一番強く成りなさい」と言われた。
その事により柔道を始め、中学二年で黒帯を許される。
柔道黒帯修得と同時にキックボクシングも開始。また、空手は高校一年に上がると同時に黒帯を許される。
そして、第十二回全日本空手道選手権大会に出場すべく稽古に励む。
しかし師匠の極真会館脱会により出場断念。芦原会館設立に付いて行く。
そして、翌高校二年よりグレコローマンも開始する。
修行ウェイトも、暫くキックボクシングに重点を置く。
進学の為上京後、嗜好が他の方に向き学校の友人5名とモーターサイクルレースを始め暫く格闘技から離れる。
転戦費用捻出為に今度は放送業界のアルバイトを始める。
この事が後にFM TOKYOのラジオやテレビ等のビクターメディアコミュニケーションズやSHIBUYA MATRIX STUDIOの設立黎明期サウンドエンジニアとしての活躍に繋がって行く。
また、ビクターメディアコミュニケーションズ時代にはデジタル放送黎明期のプロデュースも行う。
本人はいたってマイペースなライフスタイルで、気が向けば実家の在る、愛媛県今治市大三島町宮浦に原付でも平気で行く自由人である。
現在は自己防衛術のアドバイスを行う程度で格闘技の世界からは一歩引いた立場で居る。